# Trofeo Internacional de Natación Ciudad de Barcelona 2021
El XLI Trofeo Internacional de Natación Ciudad de Barcelona se celebró en Barcelona entre el 5 y el 6 de junio de 2021 bajo la organización de la Federación Catalana de Natación y el Club Natació Sant Andreu.
Las competiciones se realizaron en la Piscina Pere Serrat de la ciudad catalana.

## Resultados

### Masculino
| Evento                 | Oro                                                         | Plata                                         | Bronce                                           |
| ---------------------- | ----------------------------------------------------------- | --------------------------------------------- | ------------------------------------------------ |
| 50 m libre (05.06)     | Bruno Fratus · Brasil · 21,73                               | Thom de Boer · Países Bajos · 21,89           | Jesse Puts · Países Bajos · 22,10                |
| 100 m libre (06.06)    | Kristóf Milák · Hungría · 48,86                             | Sergio de Celis C. N. Sabadell 49,08          | Cristian Quintero C. N. Sant Feliu 49,15         |
| 200 m libre (05.06)    | César Castro · España · 1:47,89                             | Kregor Zirk Estonia 1:47,98                   | Jorge Andrés Iga Britania Desert Dragons 1:48,08 |
| 400 m libre (06.06)    | Victor Johansson Jönköpings S. S. 3:50,12                   | José Lopes Portugal 3:50,56                   | Kregor Zirk Estonia 3:50,68                      |
| 1500 m libre (05.06)   | Victor Johansson Jönköpings S. S. 15:19,12                  | Albert Escrits C. N. Sant Andreu 15:26,64     | Raúl Santiago C. N. Sant Andreu 15:29,06         |
| 50 m espalda (06.06)   | Dylan Carter USC Aquatics 25,51                             | Nicolás García · España · 26,11               | Diego Camacho · México · 26,12                   |
| 100 m espalda (05.06)  | Hugo González · España · 53,08                              | Dylan Carter USC Aquatics 55,27               | Omar Pinzón · Colombia · 55,47                   |
| 200 m espalda (06.06)  | Nicolás García · España · 1:59,45                           | Manuel Martos Andalucía 2:01,51               | Omar Pinzón · Colombia · 2:01,90                 |
| 50 m braza (05.06)     | Arno Kamminga · Países Bajos · 27,06                        | Martín Melconian C. D. Alameda de Osuna 28,20 | Valentin Bayer · Austria · 28,27                 |
| 100 m braza (06.06)    | Arno Kamminga · Países Bajos · 58,18                        | Christopher Rothbauer · Austria · 1:00,83     | Gonzalo Carazo C. D. Gredos San Diego 1:01,81    |
| 200 m braza (05.06)    | Arno Kamminga · Países Bajos · 2:07,23                      | Carles Coll C. N. Sabadell 2:12,18            | Christopher Rothbauer · Austria · 2:12,23        |
| 50 m mariposa (06.06)  | Thom de Boer · Países Bajos Andri Hovorov · Ucrania · 23,43 | —                                             | Alberto Lozano C. E. Mediterrani 23,82           |
| 100 m mariposa (05.06) | Kristóf Milák · Hungría · 50,95                             | Chad le Clos Sudáfrica 52,24                  | Daniel Zaitsev S. K. Garant 53,05                |
| 200 m mariposa (06.06) | Chad le Clos Sudáfrica 1:55,63                              | Ondrej Gemov · República Checa · 1:58,04      | Bence Biczó · Hungría · 1:59,22                  |
| 200 m estilos (06.06)  | Hugo González · España · 1:56,31                            | Alexis Santos Portugal 2:00,68                | Arjan Knipping · Países Bajos · 2:00,92          |
| 400 m estilos (05.06)  | Joan Lluís Pons · España · 4:14,85                          | Arjan Knipping · Países Bajos · 4:16,41       | José Lopes Portugal 4:20,57                      |

### Femenino
| Evento                 | Oro                                             | Plata                                       | Bronce                                    |
| ---------------------- | ----------------------------------------------- | ------------------------------------------- | ----------------------------------------- |
| 50 m libre (06.06)     | Lidón Muñoz · España · 25,11                    | Kira Toussaint · Países Bajos · 25,59       | Nina Gangl · Austria · 25,75              |
| 100 m libre (05.06)    | Barbora Seemanová · República Checa · 54,24     | Lidón Muñoz · España · 54,76                | Marta González C. N. Sant Andreu 55,53    |
| 200 m libre (06.06)    | Barbora Seemanová · República Checa · 1:58,03   | Evelyn Verrasztó · Hungría · 1:59,41        | Ainhoa Campabadal C. N. Caldes 2:01,59    |
| 400 m libre (05.06)    | Tamila Holub Portugal 4:11,87                   | Paula Juste C. N. Lleida 4:14,11            | Marlene Kahler · Austria · 4:14,65        |
| 1500 m libre (06.06)   | Tamila Holub Portugal 16:23,95                  | Jimena Pérez · España · 16:26,47            | Marlene Kahler · Austria · 16:47,54       |
| 50 m espalda (05.06)   | Kira Toussaint · Países Bajos · 27,42           | Caroline Pilhatsch · Austria · 28,13        | Paloma de Bordóns Andalucía 28,61         |
| 100 m espalda (06.06)  | Kira Toussaint · Países Bajos · 59,21           | Hanna Rosvall Helsingborgs S. S. 1:01,94    | Lena Grabowski · Austria · 1:02,04        |
| 200 m espalda (06.08)  | Lena Grabowski · Austria · 2:10,96              | África Zamorano · España · 2:11,25          | Kira Toussaint · Países Bajos · 2:13,98   |
| 50 m braza (06.06)     | Yúliya Yefímova Efimova Team 30,28              | Jessica Vall · España · 31,79               | Tes Schouten · Países Bajos · 31,84       |
| 100 m braza (05.06)    | Yúliya Yefímova Efimova Team 1:06,44            | Jessica Vall · España · 1:07,43             | Tes Schouten · Países Bajos · 1:08,29     |
| 200 m braza (06.06)    | Yúliya Yefímova Efimova Team 2:21,86            | Jessica Vall · España · 2:24,68             | Marina García · España · 2:24,97          |
| 50 m mariposa (05.06)  | Alba Guillamón C. N. Sant Andreu 27,10          | Kira Toussaint · Países Bajos · 27,21       | Lucie Svěcená · República Checa · 27,33   |
| 100 m mariposa (06.06) | María José Mata Britania Desert Dragons 59,74   | Alba Guillamón C. N. Sant Andreu 1:00,05    | Lucie Svěcená · República Checa · 1:00,83 |
| 200 m mariposa (05.06) | María José Mata Britania Desert Dragons 2:09,93 | Ana Monteiro Portugal 2:10,82               | Katinka Hosszú · Hungría · 2:11,43        |
| 200 m estilos (05.06)  | Katinka Hosszú · Hungría · 2:13,11              | Kristýna Horská · República Checa · 2:13,21 | Catalina Corró C. N. Sabadell 2:13,83     |
| 400 m estilos (06.06)  | Katinka Hosszú · Hungría · 4:40,34              | Mireia Belmonte · España · 4:42,17          | Catalina Corró C. N. Sabadell 4:45,47     |